# مشعل انسانی
مشعل انسانی (به انگلیسی: Human Torch) یک شخصیت خیالی قهرمان است که در کتب کامیک مارول کامیکس وجود دارد. اولین بار در«کامیک‌های چهار شگفت‌انگیز#۱» در نوامبر ۱۹۶۱ منتشر شد.

وی مانند بقیه اعضای چهار شگفت‌انگیز، نیروهایش را روی یک فضاپیما که به وسیله پرتوهای آسمانی را بمباران شد به دست آورد. او می‌تواند پرواز کند، آتش را کنترل کند و خودش را بدون هیچ خطری با شعله‌های آتش بپوشاند.

او جوان‌ترین عضو گروه، گستاخ، عاشق هیجان و جلب توجه است در حالی که آقای شگفت‌انگیز و زن نامرئی و تینگ محتاط‌تر هستند.

## در رسانه
جی آندروود به ایفای نقش این شخصیت در فیلم اکران نشده چهار شگفت‌انگیز (۱۹۹۴)، کریس ایوانز در فیلم چهار شگفت‌انگیز (۲۰۰۵) و دنبالهٔ آن چهار شگفت‌انگیز: قیام موج‌سوار نقره‌ای (۲۰۰۷) و مایکل بی. جردن در فیلم چهار شگفت‌انگیز (۲۰۱۵) بازی کرده‌است.